# 953

## Esdeveniments
- Primera menció documentada de la ciutat d'Aquisgrà.

## Naixements
- Carles de Lotaríngia, duc de la Baixa Lorena, fill de Lluís IV
- Xiao Yanyan, emperadriu Khitan de la Dinastia Liao, de l'Antiga Xina.

## Necrològiques
- Ismail al-Mansur, califa